# Petr Brožek
Petr Brožek (13. ledna 1942 Praha - 20. února 2021 Praha) byl český hudebník (kontrabasista, baskytarista, trumpetista, zpěvák, skladatel, kapelník) a herec. Byl členem bigbítové skupiny Crystal. Založil experimentální skupinu Big Beat. Pracoval v divadle Semafor, ale také např. v ČKD.
Stal se jedním z průkopníků bigbítu v Česku.

## Filmografie
- 1980 Ten svetr si nesvlíkej
- 1978 Čistá řeka
- 1964 Kdyby tisíc klarinetů
- 1963 Konkurs
- 1960 Valčík pro milión